# Осиновка (Селезнёвское сельское поселение)
Осиновка — деревня в Велижском районе Смоленской области России. Входит в состав Селезнёвского сельского поселения. Население — 1 житель (2007). 
Расположена в северо-западной части области в 20 км к востоку от Велижа, в 17 км северо-восточнее автодороги Р133 Смоленск — Невель, на берегу реки Сертейка. В 80 км южнее деревни расположена железнодорожная станция Голынки на линии Смоленск — Витебск. 

## История
В годы Великой Отечественной войны деревня была оккупирована гитлеровскими войсками в июле 1941 года, освобождена в сентябре 1943 года. 